# Полє-при-Тржищу
Полє-при-Тржищу (словен. Polje pri Tržišču) — поселення в общині Севниця, Споднєпосавський регіон, Словенія. Висота над рівнем моря: 281,6 м.